# Alfred Franklin
Pour les articles homonymes, voir Franklin (patronyme).
Alfred Louis Auguste Poux, dit Alfred Franklin, né à Versailles le 16 décembre 1830 et mort à Viroflay (Yvelines) le 10 juillet 1917, est un bibliothécaire, historien et écrivain français.

## Biographie
Après ses études au collège Bourbon à Paris, Alfred Franklin débute dans la carrière littéraire par des feuilletons et des revues dramatiques publiés dans la presse périodique de l’époque. En 1856, il publie une brochure politique L’Intervention à Naples : le règne de Ferdinand II. 
Attaché, la même année, à la bibliothèque Mazarine comme attaché surnuméraire, il y devient successivement bibliothécaire, administrateur-adjoint de Frédéric Baudry, et enfin administrateur lui-même en 1885, jusqu'à sa retraite en 1906. Cette position décide de sa carrière d’écrivain. Ayant commencé tôt une carrière littéraire en collaborant à divers journaux ou revues, dont L’Abeille impériale, il collabora, dès lors, au Bulletin du bouquiniste, au Bulletin du bibliophile, au Bibliophile illustré, à la Nouvelle Biographie générale, à Paris à travers les âges, au Bulletin de la Société de l’histoire du protestantisme français, dont il était membre, au Protestant libéral, au Lien, au Disciple de Jésus-Christ, à l’Intermédiaire des chercheurs et curieux, qu’il dirigea quelque temps, etc.
Parallèlement à ses fonctions, il produisit une œuvre considérable de bibliographe et d'historien, publiant de nombreux articles, des éditions de textes et des études savantes, principalement sur l'histoire de Paris et des bibliothèques. Il publia notamment entre 1887 et 1902, vingt-sept volumes de la Vie privée d'autrefois et donna également une Histoire des bibliothèques parisiennes en trois volumes. Alfred Franklin fit également en 1875 deux incursions dans la fiction avec un roman historique, Ameline du Bourg, et une amusante uchronie, les Ruines de Paris. Il utilisa également parfois le pseudonyme d'Alfred Mantien.
Il collabora également à diverses revues dont le Bulletin des bouquinistes, le Bulletin du bibliophile, le Bibliophile illustré, l'Intermédiaire des chercheurs et curieux, le Bulletin de la Société d'histoire du protestantisme français.  
Alfred Franklin, neveu du pasteur Montaudon, fut, de 1865 à 1903, trésorier de la Société d'histoire du protestantisme français. Il avait été décoré de la Légion d’honneur, le 9 février 1876, pour ses travaux importants relatifs à la Ville de Paris.
L'Académie française lui décerne le prix Montyon en 1892 pour Écoles et collèges, le prix Jean-Jacques-Berger en 1902 pour ses Travaux sur le Paris du Moyen âge et l'Académie des inscriptions et belles-lettres, le prix Jean-Jacques-Berger en 1903 pour Histoire de la Bibliothèque Mazarine et du Palais de l'Institut.

## Publications
- L’Intervention à Naples : le règne de Ferdinand II, Paris, A. Taride, 1856.
- Histoire de la Bibliothèque Mazarine : depuis sa fondation jusqu'à nos jours, Paris, A. Aubry, 1860 (une seconde édition, revue et augmentée a été publiée en 1901 chez Welter).
- La Bibliothèque impériale : son organisation, son catalogue, Paris, A. Aubry, 1861.
- Les Origines du Palais de l'Institut. Recherches historiques sur le collège des Quatre-Nations, d'après des documents entièrement inédits, Paris, A. Aubry, 1862.
- Recherches sur la bibliothèque publique de l'église Notre-Dame de Paris, au XIIIe siècle, d'après les documents inédits, Paris, A. Aubry, 1863.
- Recherches sur la bibliothèque de la Faculté de médecine de Paris ; Notice sur les manuscrits qui y sont conservés : d'après des documents entièrement inédits, Paris, A. Aubry, 1864.
- Vie de J. Calvin, par Théodore de Bèze. Nouvelle édition, publiée et annotée par Alfred Franklin, Paris, J. Cherbuliez, 1864.
- Histoire de la bibliothèque de l'abbaye de Saint-Victor à Paris d'après des documents inédits, Paris, A. Aubry, 1865.
- Les anciennes bibliothèques de Paris : églises, monastères, collèges, Paris, Imprimerie impériale, 1867-1873. 3 vol.
- Préface du catalogue de la Bibliothèque Mazarine, rédigée en 1751 par le bibliothécaire P. Desmarais. publiée, traduite en français et annotée par Alfred Franklin, Paris, J. Miard, 1867.
- Étude historique et topographique sur le plan de Paris, de 1540, dit plan de tapisserie, Paris, A. Aubry, 1869.
- Mémoire confidentiel adressé à Mazarin, par Gabriel Naudé, après la mort de Richelieu; publié, d'après le manuscrit autographe et inédit, par Alfred Franklin., Paris, L. Willem, 1870.
- Estat, noms et nombre de toutes les rues de Paris en 1636 : d'après le manuscrit inédit de la Bibliothèque nationale. Précédés d'une Étude sur la voirie et l'hygiène publique à Paris depuis le XIIe siècle, Paris, L. Willem, 1873.
- Les Rues et les cris de Paris au XIIIe siècle. Pièces historiques. précédées d'une Étude sur les rues de Paris au XIIIe siècle, Paris, L. Willem, 1874 (Collection de documents rares ou inédits relatifs à l'histoire de Paris).
- Ordonnance, faicte pour les funérailles célébrées à Paris, le 24 avril 1498, pour l'enterrement du corps du bon roy Charles huytiesme. publié par Alfred Franklin, Paris, Lechasser, 1874.
- Dictionnaire des noms, surnoms et pseudonymes latins de l'histoire littéraire du Moyen Âge (1100 à 1530), Paris, Firmin-Didot, 1875, 374 p. : lire en ligne.
- La Sorbonne : ses origines, sa bibliothèque, les débuts de l'imprimerie à Paris et la succession de Richelieu d'après des documents inédits, 2e éd. augm., Paris, L. Willem, 1875.
- Les ruines de Paris en 4875 : documents officiels et inédits recueillis et publiés par Alfred Franklin, Paris, L. Willem, 1875 (les réédition successives portent chacune un titre un peu différent, en fonction de la date de publication : Les ruines de Paris en 4908. en 1908, etc.).
- Ameline Du Bourg, Paris, Sandoz et Fischbacher, 1875.
- Journal du siège de Paris en 1590 : rédigé par un des assiégés, publié, d'après le ms de la Bibliothèque Mazarine, par Alfred Franklin, Paris, L. Willem, 1876.
- Notice sur le plan de Paris de Pigafetta, Paris, impr. de Daupeley-Gouverneur, 1876.
- Les Sources de l'histoire de France, notices bibliographiques et analytiques des inventaires et des recueils de documents relatifs à l'histoire de France, Paris, Firmin-Didot, 1877.
- Les anciens plans de Paris : notices historiques et topographiques, Paris, L. Willem, 1878-1880.
- Mœurs et coutumes des Parisiens en 1882 : cours professé au Collège de France pendant le second semestre de l'année 1882 par Alfred Mantien, Paris, C. Agnoste, 1882.
- Les Corporations ouvrières de Paris, du XIIe au XVIIIe siècle, histoire, statuts, armoiries, d'après des documents originaux ou inédits, Paris, Firmin-Didot, 1884.
- Les Grandes Scènes historiques du XVIe siècle : reproduction en fac-similé du recueil de J. Tortorel et J. Perrissin publié sous la direction de M. Alfred Franklin, Paris, Fischbacher, 1886.
- La Vie privée d'autrefois : arts et métiers, modes, mœurs, usages des Parisiens, du XIIe au XVIIIe siècle d'après des documents originaux ou inédits, Paris, E. Plon, Nourrit, 1887-1902 (I. L'annonce et la réclame, les cris de Paris, Antoine Truquet. 1887 ; II. Les soins de toilette, le savoir-vivre. 1887 ; III. La cuisine. 1888 ; IV. La mesure du temps. 1888 ; V. Comment on devenait patron. 1889 ; VI. Les repas. 1889 ; VII. L'hygiène. 1890 ; VIII. Variétés gastronomiques. 1891 ; IX. Les médicaments. 1891 ; X. Écoles et collèges. 1891 ; XI. Les médecins. 1892 ; XII. Les chirurgiens. 1893 ; XIII. Le café, le thé et le chocolat. 1893 ; XIV. Variétés chirurgicales. 1894 ; XV-XVI. Les magasins de nouveautés. I. 1894 ; XVI. Les magasins de nouveautés. II. 1895 ; XVII. L'enfant, la naissance, le baptême. 1895 ; XVIII. Les magasins de nouveautés. III. 1896 ; XIX. L'enfant, la layette, la nourrice, la vie de famille, les jouets et les jeux. 1896 ; XX. Les animaux. I. 1897 ; XXI. La vie de Paris sous la Régence. 1897 ; XXII. Les Magasins de nouveautés. IV. 1898 ; XXIII. La Vie de Paris sous Louis XIV, tenue de maison et domesticité. 1898 ; XXIV. Les Animaux. II. 1899 ; XXV. Variétés parisiennes. 1901 ; XXVI. La Vie de Paris sous Louis XV. Devant les tribunaux. Causes amusantes et connues, Estienne Robert. 1899 ; XXVII. La Vie de Paris sous Louis XVI, début du règne. 1902)  .
- Histoire généalogique des souverains de la France : ses gouvernements de Hugues Capet à l'année 1896, Paris, C. Delagrave, 1896 (une seconde édition mise à jour a été publiée en 1906 chez Welter sous le titre Des Noms et des dates. Les rois et les gouvernements de la France, de Hugues Capet à l'année 1906).
- Dictionnaire historique des arts, métiers et professions exercés dans Paris depuis le treizième siècle, Paris, H. Welter, 1906. lire en ligne sur Gallica
- Guide des savants, des littérateurs et des artistes dans les bibliothèques de Paris par un vieux bibliothécaire, Paris, H. Welter, 1908.
- La Civilité, l'étiquette, la mode, le bon ton, du XIIIe au XIXe siècle, Paris, Émile-Paul, 1908.
- Le Duel de Jarnac et de La Châtaigneraie d'après une relation contemporaine et officielle, Paris, Émile-Paul, 1909.
- Christine de Suède et l'assassinat de Monaldeschi au château de Fontainebleau, d'après trois relations contemporaines, Paris, Émile-Paul, 1912.
- La Cour de France et l'assassinat du maréchal d'Ancre, Paris, Émile-Paul, 1913.